# Cadogenius
Cadogenius is een geslacht van kevers van de familie snoerhalskevers (Anthicidae).

## Soorten
- C. iquitosensis Abdullah, 1964
- C. ohausi Heller, 1918